# Shed a Light
Shed a Light (englisch für „etwas erhellen“) ist ein Lied des deutschen DJs Robin Schulz und des französischen DJs David Guetta in Kooperation mit dem US-amerikanischen House-Trio Cheat Codes. Das Stück ist die erste Singleauskopplung aus seinem dritten Studioalbum Uncovered.

## Entstehung und Artwork
Geschrieben wurde das Lied gemeinsam von Jason Evigan, David Guetta, dem Produzententeam Junkx (bestehend aus: Dennis Bierbrodt, Stefan Dabruck, Jürgen Dohr und Guido Kramer), Jacob Kasher, Ammar Malik, John Ryan, Robin Schulz sowie Giorgio Tuinfort. Produziert wurde die Single durch Guetta, Schulz und dem deutschen Produzententeam Junkx; die Produktion der Gesangsaufnahmen tätigte das Cheat-Codes-Mitglied Trevor Dahl. Die Abmischung erfolgte ebenfalls durch Junkx; das Mastering entstand unter der Leitung von Michael Schwabe. Die Single wurde unter den Musiklabels Tonspiel und Warner Music Group veröffentlicht und durch Bad Robot, Big Deal Music, BMG Music Publishing, Each Note Counts, Kobalt Songs Music Publishing, Piano Songs, Prescription Songs, Talpa Music und What a Publishing vertrieben. Auf dem Cover der Maxi-Single ist – neben den Künstlernamen – ein Screenshot aus dem Musikvideo, der den Liedtitel darstellt, zu sehen. Das Artwork stammt von Maximilian König.

## Veröffentlichung und Promotion
Guetta präsentierte Shed a Light erstmals während des Amsterdam Music Festivals am 22. Oktober 2016. Die Erstveröffentlichung der Single erfolgte als digitaler Einzeltrack am 25. November 2016. Durch den großen Anklang folgte die Veröffentlichung einer physischen Maxi-Single in Deutschland, Österreich und der Schweiz am 9. Dezember 2016. Die physische Maxi-Single wurde als 2-Track-Single veröffentlicht und beinhaltet eine Radio- und Extended Version von Shed a Light.
Nach seiner Veröffentlichung war Shed a Light das Titellied der Bundesliga-Samstagskonferenz auf Sky Sport Bundesliga und wurde somit vor sämtlichen Werbeunterbrechungen gespielt.

## Hintergrundinformation
Guetta sagte zur Entstehung und Zusammenarbeit mit Schulz Folgendes: „Ich habe Robin vom ersten Tag an unterstützt. Wir sind viel gemeinsam auf Tour gewesen. Robins Tracks sind sehr musikalisch und emotional. Daher war die Zusammenarbeit mit ihm eine offensichtliche Sache. Dieser spezielle Track fühlte sich von Beginn wie ein ‚Perfect Match‘ an.“

## Inhalt
Der Liedtext zu Shed a Light ist in englischer Sprache verfasst; ins Deutsche übersetzt bedeutet der Titel „etwas erhellen“. Die Musik und der Text wurden gemeinsam von Jason Evigan, David Guetta, dem Produzententeam Junkx, Jacob Kasher, Ammar Malik, John Ryan, Robin Schulz sowie Giorgio Tuinfort geschrieben. Musikalisch bewegt sich das Lied im Bereich der House- und Popmusik. Der Gesang des Liedes stammt eigens von den Cheat-Code-Mitgliedern, Guetta und Schulz wirken lediglich als DJs.
| “Don’t leave me here in the dark when it’s hard to see. Show me your heart, shed a light on me. If you love me, say so, If you love me, say so. You know I can’t live without you, I’m on my knees. Where are you now? Shed a light on me. If you love me, say so, If you love me, say so.” – Refrain, Originalauszug | „Lass mich nicht hier im Dunkeln, wenn es schwer ist etwas zu sehen. Zeige mir dein Herz, wirf ein Licht auf mich. Wenn du mich liebst, sag es mir, wenn du mich liebst, sag es mir. Du weißt, ich kann ohne dich nicht leben, ich bin am Boden. Wo bist du gerade? Wirf ein Licht auf mich. Wenn du mich liebst, sag es mir, wenn du mich liebst, sag es mir.“ – Refrain, Übersetzung |

## Musikvideo
Zu Shed a Light wurden zwei verschiedene Musikvideos veröffentlicht. Zunächst feierte am 24. November 2016 ein Lyrik-Video bei YouTube seine Premiere. Zu sehen ist lediglich eine endlos lange Straße, auf der immer wieder kurze Textpassagen und Schlagwörter, wie man es aus typischen Lyrik-Videos kennt, eingeblendet werden. Die Gesamtlänge des Videos beträgt 3:23 Minuten. Produziert wurde das Musikvideo von Eddy Klaus und Roald Seeliger.
Am 31. Januar 2017 folgte die Veröffentlichung eines richtigen Musikvideos. Darin zu sehen ist der Raumfahrer Dr. Carver (gespielt von Christopher Reinhardt), der mit seiner Kapsel in einer Eisregion gelandet ist, von dort nicht mehr wegkommt und zunächst die Verbindung zu seiner Raumstation „Bravo III“ verloren hat. Als die zurückgebliebene Raumfahrerin Jung (gespielt von Franziska Nylen) ihn lokalisieren kann, beschließt sie mit einer Kapsel zu ihm zu fliegen. Als die beiden sich treffen, fallen sie sich in die Arme und beginnen sich zu küssen, während um sie herum alles schwarz wird. Es folgt eine kurze Szene in der die beiden plötzlich küssend vor einem Sonnenuntergang zu sehen sind, ehe sie wieder sich küssend in ihren Raumanzügen, während sie abheben, zu sehen sind. Zwischendurch sind immer wieder die drei Interpreten in ihren, aus Pixel zusammengestellten, virtuellen Silhouetten zu sehen. Regie führte Mario Clement. Bis heute zählen beide Videos über 62 Millionen Aufrufe bei YouTube (Stand: Juli 2020).

## Mitwirkende
| Liedproduktion - Trevor Dahl: Gesang, Koproduzent (Gesang) - Jason Evigan: Komponist, Liedtexter - Kevin Ford: Gesang - David Guetta: DJ, Komponist, Liedtexter, Musikproduzent - Junkx: Abmischung, Komponist, Liedtexter, Musikproduzent - Jacob Kasher: Komponist, Liedtexter - Ammar Malik: Komponist, Liedtexter - Matthew Russel: Gesang - John Ryan: Komponist, Liedtexter - Robin Schulz: DJ, Komponist, Liedtexter, Musikproduzent - Michael Schwabe: Mastering - Giorgio Tuinfort: Komponist, Liedtexter Unternehmen - Bad Robot: Vertrieb - Big Deal Music: Vertrieb - BMG Music Publishing: Vertrieb - Each Note Counts: Vertrieb - EASYdoesit Production: Filmproduzent (Musikvideo) - Kobalt Songs Music Publishing: Vertrieb - Piano Songs: Vertrieb - Prescription Songs: Vertrieb - Talpa Music: Vertrieb - Tonspiel: Musiklabel - Warner Music Group: Musiklabel - What a Publishing: Vertrieb | Artwork - Maximilian König: Artwork (Cover) Musikvideo - Elias Asisi: Motion Capture, Visuelle Effekte - Chris Banks: Tongestalter - Marianka Benesch: Stylist - Mario Clement Regisseur - Nico Hauter: Farbkorrektur - Martin Herzberg: Visuelle Effekte - Phillip Kaminiak: Kameramann - Christopher Kane: Filmproduzent - Eddy Klaus: Filmproduzent (Lyrik-Video) - Richard Nitsche: Gaffer - Franziska Nylen: Schauspieler - Eugenio Perazzo: Szenenbild - Juliane Polak: Visagist - Christopher Reinhardt: Schauspieler - Josef Risling: Visuelle Effekte - Roald Seeliger: Filmproduzent (Lyrik-Video) - Sebastian von Gumpert: Filmproduktionsleitung |

## Rezensionen
Das deutschsprachige E-Zine Plattentests.de bewertete das Album Uncovered mit vier von zehn Punkten, wobei Felix Heinecker von der Online-Redaktion Shed a Light neben Higher Ground als eines von zwei „Highlights“ hervorhob. Ob Cheat Codes, Guetta oder Schulz selbst den Einfall für die „zackigen“ Streicher in Shed a Light hatte, gehe aus der Besetzung nicht hervor. Aber sie würden einen „ohnehin guten Popsong“ zu einer erfreulichen Ausnahme im sonst so wenig aufregenden EDM-Reigen machen.

## Kommerzieller Erfolg

### Chartplatzierungen
Shed a Light erreichte in Deutschland Position sechs der Singlecharts. In Österreich erreichte die Single Position sieben, in der Schweiz Position 19 und im Vereinigten Königreich Position 24. In Frankreich erreichte Shed a Light in einer Chartwoche Position 44 der Singlecharts. In den Vereinigten Staaten blieb ein Einstieg in die Billboard Hot 100 verwehrt, allerdings konnte sich die Single in verschiedenen US-amerikanischen Dance/Electronic-Hitlisten platzieren. In den deutschen Dance-Charts erreichte die Single Position vier. 2017 platzierte sich die Single auf Position 80 der Single-Jahrescharts in Deutschland sowie auf Position 58 in der Schweiz.
Für Schulz als Interpret ist dies bereits der zehnte Charterfolg in Deutschland sowie sein neunter in Österreich und der Schweiz, sein sechster in Großbritannien und sein siebter in Frankreich. Es ist sein siebter Top-10-Erfolg in Deutschland und Österreich. Als Produzent ist Shed a Light bereits sein achter Charterfolg in Deutschland sowie sein siebter in Österreich und der Schweiz, sein vierter im Vereinigten Königreich und sein fünfter in Frankreich. Es ist sein fünfter Top-10-Erfolg in Deutschland und Österreich. Als Autor ist es bereits sein siebter Charterfolg in Deutschland sowie sein sechster in Österreich und der Schweiz, sein vierter im Vereinigten Königreich und sein fünfter in Frankreich. Es ist sein fünfter Top-10-Erfolg in Deutschland und Österreich.
Für Guetta als Interpret ist dies bereits der 46. Charterfolg in Deutschland sowie sein 40. in Österreich und dem Vereinigten Königreich, sein 45. in der Schweiz und sein 49. in seiner Heimat Frankreich. Es ist sein 19. Top-10-Erfolg in Deutschland und sein 23. in Österreich. Für Cheat Codes ist Shed a Light nach Sex und Let Me Hold You (Turn Me On) der dritte Charterfolg in Deutschland, Österreich, der Schweiz und dem Vereinigten Königreich. In Frankreich ist es nach Sex ihr zweiter Charterfolg ihrer Karriere. Es ist ihr erster Top-10-Erfolg in Deutschland und Österreich.
| ChartsChartplatzierungen     | Höchstplatzierung | Wochen |
| ---------------------------- | ----------------- | ------ |
| Deutschland (GfK)            | 6 (23 Wo.)        | 23     |
| Frankreich (SNEP)            | 44 (5 Wo.)        | 5      |
| Österreich (Ö3)              | 7 (21 Wo.)        | 21     |
| Schweiz (IFPI)               | 19 (25 Wo.)       | 25     |
| Vereinigtes Königreich (OCC) | 24 (16 Wo.)       | 16     |

| ChartsJahrescharts (2017) | Platzierung |
| ------------------------- | ----------- |
| Deutschland (GfK)         | 80          |
| Schweiz (IFPI)            | 58          |

### Auszeichnungen für Musikverkäufe
Im April 2018 wurde Shed a Light in Deutschland mit einer Platin-Schallplatte für über 400.000 verkaufter Einheiten ausgezeichnet. Damit ist Shed a Light die achte Single Schulz’, die mindestens Gold-Status erreichte. Im Februar 2019 wurde die Single mit Gold im Vereinigten Königreich ausgezeichnet, in Italien wurde sie im April 2018 mit Doppelplatin ausgezeichnet. In den Vereinigten Staaten konnte Shed a Light in der ersten Verkaufswoche über 1,5 Millionen Streamingabrufe verbuchen. Insgesamt konnte sich die Single 11.000 Mal in der ersten Verkaufswoche in den Vereinigten Staaten verkaufen. Weltweit wurde Shed a Light mit sechs Goldenen- und sieben Platin-Schallplatten ausgezeichnet und verkaufte sich laut diesen sowie weiteren Quellen zufolge über 1,3 Millionen Mal.
| Land/Region                  | Auszeichnungen für Musikverkäufe (Land/Region, Auszeichnung, Verkäufe) | Verkäufe  |
| ---------------------------- | ---------------------------------------------------------------------- | --------- |
| Australien (ARIA)            | 2× Platin                                                              | 140.000   |
| Dänemark (IFPI)              | Gold                                                                   | 45.000    |
| Deutschland (BVMI)           | Platin                                                                 | 400.000   |
| Frankreich (SNEP)            | Gold                                                                   | 66.666    |
| Italien (FIMI)               | 2× Platin                                                              | 100.000   |
| Kanada (MC)                  | Platin                                                                 | 80.000    |
| Neuseeland (RMNZ)            | Platin                                                                 | 30.000    |
| Österreich (IFPI)            | Gold                                                                   | 15.000    |
| Polen (ZPAV)                 | Gold                                                                   | 25.000    |
| Spanien (Promusicae)         | Gold                                                                   | 20.000    |
| Vereinigte Staaten (RIAA)    | —                                                                      | 11.000    |
| Vereinigtes Königreich (BPI) | Gold                                                                   | 400.000   |
| Insgesamt                    | 6× Gold · 7× Platin ·                                                  | 1.332.666 |

Hauptartikel: Robin Schulz/Auszeichnungen für Musikverkäufe